# Toxorhynchites auranticauda
Toxorhynchites auranticauda är en tvåvingeart som beskrevs av Lane 1992. Toxorhynchites auranticauda ingår i släktet Toxorhynchites och familjen stickmyggor. Inga underarter finns listade i Catalogue of Life.